# Turze, Hạt Myślibórz
Turze [ˈtuʐɛ] (tiếng Đức: Thur) là một khu định cư ở khu hành chính của Gmina Dębno, thuộc quận Myślibórz, West Pomeranian Voivodeship, ở phía tây bắc Ba Lan. Nó nằm khoảng 13 kilômét (8 mi)   phía đông bắc Dębno, 14 km (9 mi) phía nam Myślibórz và 69 km (43 mi) phía nam thủ đô khu vực Szczecin.
Khu định cư có dân số 29 người.